# Гамбургская Библия
Гамбургская Библия (нем. Hamburger Bibel; дат. Hamborgbibelen) или Библия Бертольдуса (нем. Bertoldus-Bibel) — трёхтомная рукописная Библия на латинском языке, написанная в 1255 году для гамбургского кафедрального капитула.

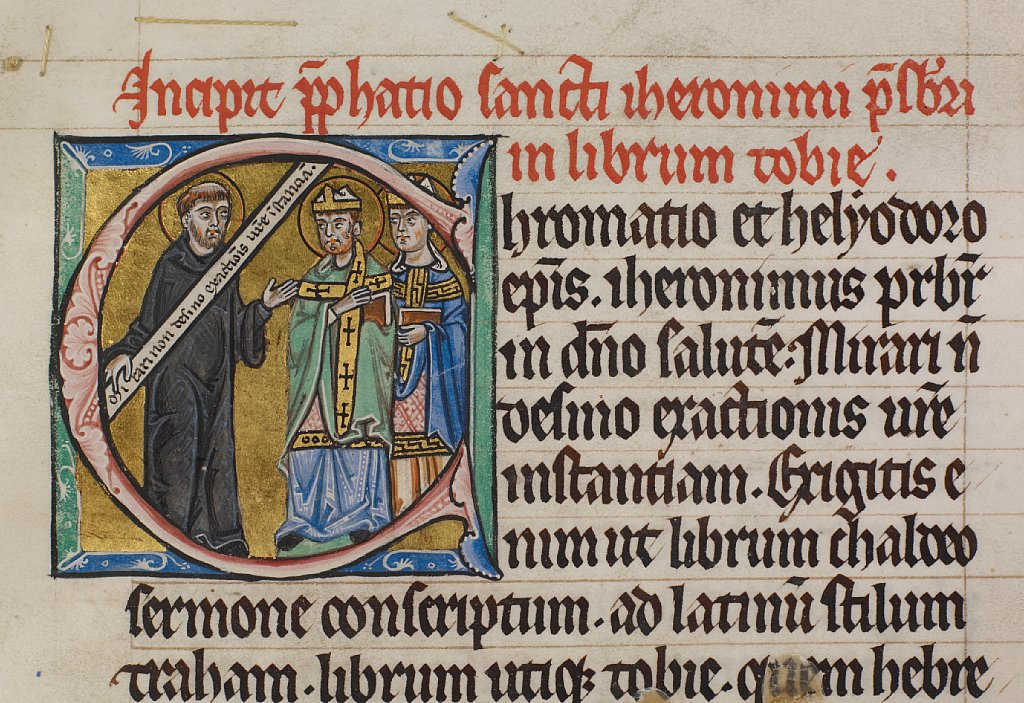
Иллюстрация из Гамбургской Библии

Рукопись является шедевром средневековой иллюстрации и результатом работы небольшой группы талантливых священнослужителей и мастеров. Библия содержит 89 иллюстраций, содержащихся в трех томах, посвященных библейским событиям и созданию книг.
Рукопись хранится в Королевской библиотеке Дании в городе Копенгаген (MS, GKS 4 2°, vol. I-III). В 2011 году книга была внесена в программу «Памяти Мира» от ЮНЕСКО.

## История
В 1255 году неизвестный писец Карл закончил копию Вульгаты от имени декана Гамбургского собора Бертольда. Это вытекает из нижнего индекса в стихотворной форме, который содержится во всех трех томах.  Неизвестно, кто создал иллюстрации.
В 1784 году весь инвентарь библиотеки Гамбургского собора был продан с аукциона. Аукционный каталог этой исторической коллекции насчитывал 4798 номеров. «Среди рукописей была Библия в 3 томах фолио, основанная на версии Иеронима, написанной на пергаменте в 1255 году». На этом аукционе Королевская библиотека Дании приобрела трехтомную латинскую Библию за 63 марки Куранта и с тех пор она находится там.